# Харран
Харра́н или Ка́рры (аккад. Harrânu — «развилка»; ивр. חָרָן‎; др.-греч. ῾Ελληνὀπολις (Греческий город), Κάρραι; арм. Խառան; лат. Carrhae; араб. ‎ и осман. حران‎) — древний город в северной Месопотамии, впервые упомянутый в хеттских документах из Богазкёя, а затем в Ветхом Завете и ассирийских царских надписях. В настоящее время — административный центр одноимённого района в турецкой провинции Шанлыурфа.
Харран был основан в период между XXV и XX веками до нашей эры, возможно, как торговая колония шумерских купцов из Ура. В начале своей ранней истории Харран быстро превратился в крупный культурный, торговый и религиозный центр Месопотамии. Он стал религиозно и политически влиятельным городом благодаря своей связи с божеством луны Сином; многие выдающиеся правители Месопотамии консультировались у жрецов храма луны «Экхулхул» в Харране, а также ремонтировали его. Харран перешёл под власть Ассирии при Адад-нирари I (примерно 1305—1274 гг. до н. э.) и стал столицей провинции, часто уступавшей по значимости только ассирийской столице Ашшуру. Во время распада Ассирийской империи Харран на короткое время стал последней столицей Новоассирийской империи (612—609 годы до нашей эры).
Город продолжал занимать видное место после падения Ассирии и испытал различную степень иностранного культурного влияния во времена нахождения под властью Нововавилонского царства (609—539 гг. до н. э.), Ахеменидской (539—330 гг. до н. э.), Македонской (330—312 гг. до н. э.) и Селевкидской (312—132 гг. до н. э.) империй. Во времена классической античности за Харран часто боролись Римская империя и Парфянское царство, а позднее Сасанидская империя. В 53 году до н. э. Харран стал местом, где произошла битва при Каррах, одно из самых серьёзных военных поражений в истории Рима. Харранский языческий лунный культ Сина оказался крайне живучим и просуществовал вплоть до эпохи средневековья, в последний раз о нём упоминалось в XI веке нашей эры. Харран был захвачен халифатом Рашидун в 640 году и оставался важным городом в исламский период. Он процветал как центр науки и обучения и был местом расположения первого исламского университета (Харранский университет) и старейшей мечети в Анатолии (Большая мечеть Харрана). Харран дважды был столицей в средние века, сначала ненадолго при Омейядском халифате (744—750 гг.), а затем при Нумайридском эмирате (990—1081 гг.).
Город был завоеван Монгольской империей в 1260 году, но в 1271 году был в значительной степени разрушен и заброшен. Хотя при некоторых более поздних правителях Харран сохранялся как военный форпост, в течение последних пяти столетий местные бедуины использовали его в основном как временное поселение. Харран превратился в полупостоянное деревенское поселение в 1840-х годах, но лишь недавно снова стал постоянным городом благодаря достижениям в области местной ирригации и сельского хозяйства. Харран был центром турецкого района до 1946 года, после чего был преобразован в подрайон района Акчакале. В 1987 году Харран вновь обрёл статус района. Сегодня город является одной из главных туристических достопримечательностей региона. Город особенно знаменит своими уникальными домами-ульями, которые напоминают здания, существовавшие в Харране ещё во времена древней Месопотамии.

## Этимология
Название «Харран» зафиксировано в самых ранних документах древности, и остаётся в постоянном употреблении и практически неизменным с древних времён. Харран упоминается в ранних клинописных записях шумеров и хеттов как 𒌷𒊮𒆜 (URU.ŠÀ.KASKAL), иногда сокращается до 𒆜 (KASKAL), транслитерируется как Харрану(м). «Харрану» буквально означает «путешествие», «караван» или «перекрёсток». Это часто интерпретируется как «караванный путь» или «пересечение маршрутов и путешествий». Харран переводится как ܚܳܪܳܢ (хрн) на арамейском, חָרָן (Харан) на иврите, حَرَّان (Харран) на арабском, حران (Харран) на османском, и «Харран» на современном турецком.
Древние ассирийцы называли город «Хузирина». В эллинистический период «Харрану» был преобразован в «Каррай» (Каппай). Позже римляне латинизировали греческое название, превратив его в «Карры». Из-за того, что Харран и Карры упоминаются как в исторических литературных источниках, некоторые учёные используют составное название «Карры-Харран» для обозначения древнего города. Во времена Византийской империи город по-прежнему назывался Карры (Kάρραι), но также иногда упоминался как Эллинополис (Eλληνóπoλις), «город греков-язычников», в связи с сильными языческими традициями там.

## География и климат
Харран расположен в регионе Юго-Восточная Анатолия в Турции, примерно в 40 километрах к юго-востоку от Урфы. Харран расположен на высоте 360 метров над уровнем моря, что является самой низкой точкой в окружающей низменности.
В Харране жаркий и сухой климат. Уровень осадков редко превышает 40 сантиметров. Летом в Харране наблюдаются значительные перепады температур днём и ночью.

## История
- Неизвестно; независимый? около 2500/2000–1800 гг. до н.э.
- Царство Шамши-Адада I около 1800–1775 гг. до н.э.
- Независимый около 1775–1550 гг. до н.э.
- Митанни около 1550–1300 гг. до н.э.
- Ассирия около 1300–610 гг. до н.э.
- Нововавилонское царство 610–539 гг. до н.э.
- Держава Ахеменидов 539–330 гг. до н.э.
- Древняя Македония 330–312 гг. до н.э.
- Государство Селевкидов 312–132 гг. до н.э.
- Великая Армения IV век до н.э.
- Осроена (вассал Парфии) 132 г. до н.э. – 165 г. н.э.
- Римская империя (в первый раз) 165–240 гг.
- Сасанидская империя (в первый раз) 240–242 гг.
- Римская империя (во второй раз) 242–549 гг.
- Сасанидская империя (во второй раз) 549–562 гг.?
- Римская/Ромейская империя (в третий раз) 562–640 гг.
- Праведный халифат 640–661 гг.
- Омейядский халифат 661–750 гг.
- Аббасидский халифат 750–890 гг.
- Хамданиды 890–990 гг.
- Нумайриды 990–1081 гг.
- Укайлиды 1081–1102 гг.
- Государство Сельджукидов (Джекермыш) 1102–1106 гг.
- Артукогуллары 1106–1127 гг.
- Зангиды 1127–1182 гг.
- Айюбиды (в первый раз) 1182–1237 гг.
- Хорезмийцы 1237–1240 гг.
- Айюбиды (во второй раз) 1237–1240 гг.
- Монгольская империя 1260–1271 гг.
- Мамлюкский султанат 1270–1517 гг.
- Османская империя 1517–1922 гг.
- Турция с 1922 года

### Древний Ближний Восток (2500—539 гг. до н. э.)

#### Ранняя история

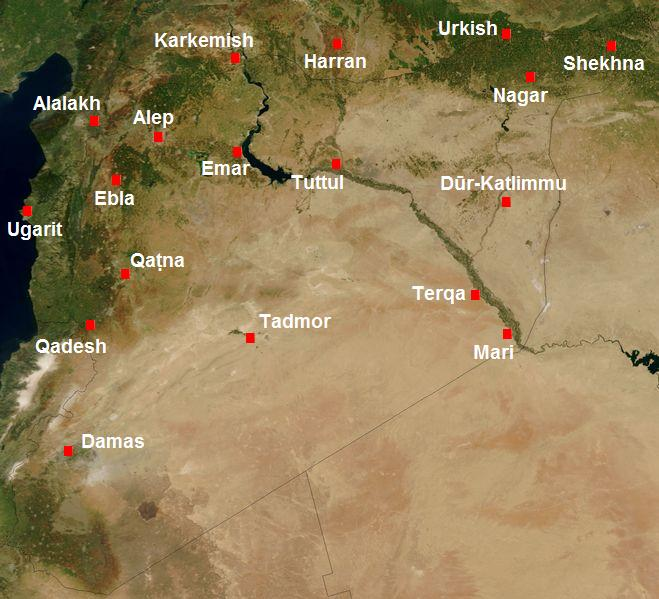
Харран и другие крупные города древней Сирии.

Харран — один из древнейших городов мира. Известен уже из эблаитских текстов. Не раз упоминается в библейской книге Бытия. Там умер и был погребён отец Авраама Фарра (Быт. 11:32). В этой земле также жил Лаван, брат Ревекки (Быт. 27:43). Земля Харран имела торговые сношения с Тиром (Иез. 27:3), а позже была покорена ассирийцами (4Цар. 19:12).
Харран расположен на важном географическом перекрёстке, как между реками Евфрат и Тигр, так и на границе между древней месопотамской и анатолийской культурами. Самые ранние известные поселения в регионе, окружающем Харран, датируются 10000-8000 годами до н. э., а поселения в непосредственной близости от него, как известно, существовали около 6000 года до н. э. Первоначально регион находился под контролем шумеров и хеттов, а затем около 2750 года до н. э. был оккупирован древними семитоязычными народами. Самые ранние письменные упоминания о Харране свидетельствуют о том, что сам город был основан примерно в 1000 году. 2500-2000 гг. до н. э. как торговый аванпост купцов из шумерского города Ур.
Харран с самого начала ассоциировался с месопотамским божеством Луны Нанной (позже ставшего известным как Син) и вскоре стал считаться священным городом Луны. Эхулхул («Храм радости»), великий храм луны в Харране, уже существовал в городе около 2000 года до н. э. Син был главным божеством в Уре, где также располагался его храм, но Харран был городом, где располагался его главный храм. Возможно, привязанность города к лунному культу также можно объяснить его географией и климатом. Как считает Дональду Фрю, солнце было естественным врагом жаркого и пустынного ландшафта, окружавшего Харран, в то время как ночь (и, следовательно, луна) создавали более благоприятные условия. Однако считается, что у божества солнца Шамаша также был храм в Харране. Другим известным божеством в городе был сын Сина Нуску, божество огня.
Хотя об архитектуре и планировке Харрана до Средневековья почти ничего не известно, считается, что город был спроектирован в соответствии с планом, напоминающим луну, поскольку на это ссылаются средневековые источники. Какая форма луны подразумевается в источниках, неясно.
Религиозные власти Харрана, выступавшие от имени божества Сина, считались подходящими гарантами и сторонами, подписавшими политические договоры. Примерно в 2000 году до нашей эры в Эхулхуле был заключен мирный договор между Мари и Бану Ямина, племенем амореев. Другие подписанные договоры, в которых упоминается божество Син из Харрана, включают в себя договор XIV века до н. э. между царём хеттов Суппилулиумой I и Шаттивазой из Митанни, а также договор VIII века до н. э. между ассирийским царём Ашшур-нирари V и Матиилу из Арпада.
Харран превратился в крупный культурный, торговый и религиозный центр Месопотамии. Помимо своего религиозного значения, Харран был также важен благодаря своему стратегическому расположению на пересечении торговых путей. Поскольку в Харране было изобилие товаров, курсировавших через него, он часто становился мишенью для набегов. В XIX веке до нашей эры земли, окружающие Харран, были заняты конфедерациями полукочевых племён. В следующем столетии аморейский царь Шамши-Адад I (около 1808—1776 гг. до н. э.) предпринял экспедицию с целью завоевания Харрана и защиты тамошних торговых путей от враждебных сил. После падения царства Шамши-Адада I в начале XVIII века до н. э. Харран некоторое время был независимым городом-государством; в архивах Мари времен Зимри-Лима (1775—1761 гг.) записано, что Харраном в то время правил царь по имени Асди-Таким. Позже, в XVI веке до нашей эры, Харран был включён в состав царства Митанни.

#### Ассирия и Вавилон

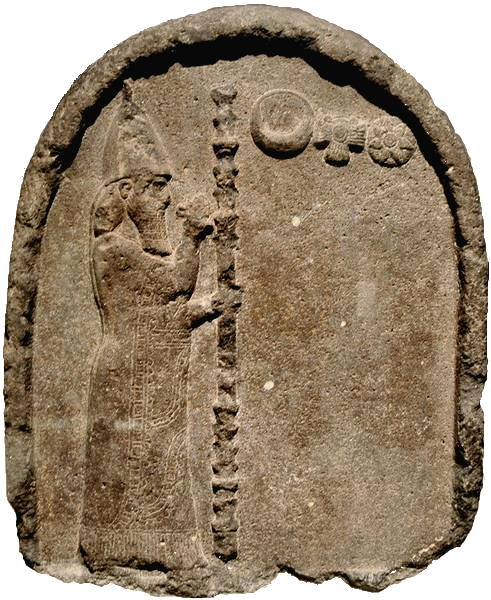
Харранская стела, обнаруженная в Харране в 1956 году, изображающая вавилонского царя Набонида (556—539 гг. до н. э.).

Харран был завоёван у Митанни ассирийским царём Ададом-нирари I (около 1305—1274 гг. до н. э.). Город не был прочно включен в состав Среднеассирийского царства до 1100-х годов до нашей эры, до этого он часто оккупировался арамеями. В последней трети II тысячелетия до н. э. Харран был завоеван ассирийцами, продвигавшимися на запад, и, став (при Саргоне II) неотъемлемой частью Ассирии, не уступал по значению соперничающим с ним древним ассирийским городам, лежащим в центре страны. При Ассирии Харран превратился в укрепленную столицу провинции, уступающую по значимости только столице Ассирии Ашшуру. В X веке Харран был одним из немногих городов, наряду с Ашшуром, который был освобождён от необходимости платить дань ассирийскому царю, а в IX и VIII веках до н. э. Харран стал резиденцией тартана, ассирийского главнокомандующего.
Поскольку Харран был священным городом божества луны Сина, многие месопотамские цари приезжали туда, чтобы получить благословение и легитимизовать свою власть со стороны религиозных деятелей города, и, в свою очередь, они отстраивали и расширяли Харран, а также его храмы. В Новоассирийский период Эхулхул дважды перестраивался царями Салманасаром III (859—824 гг. до н. э.) и Ашшурбанапалом (669—631 гг. до н. э.). Пророчества, сделанные оракулами и прорицателями лунного культа Харрана, пользовались большим уважением; в 670-х годах до н. э. харраниане правильно предсказали, что Асархаддон (681—669 гг. до н. э.) завоюет Египет, а узурпатор Саси был провозглашён царём благодаря помощи оракула Нуску из Харрана, который помог Саси заручиться широкой поддержкой в царстве, прежде чем узурпатор потерпел поражение. Правление Асархаддона, в частности, ознаменовало превращение Эхулхула в одно из самых выдающихся религиозных святилищ на древнем Ближнем Востоке, и эта ситуация сохранялась на протяжении веков.
Новоассирийское царство потерпело поражение в конце VII века до нашей эры от недавно созданного Нововавилонского царства и мидян. Столица Ассирии Ниневия пала в 612 году до нашей эры, но остатки ассирийской армии во главе с наследным принцем Ашшур-Убаллитом II собрались в Харране. Поэтому Харран обычно рассматривается как недолговечная последняя столица древней Ассирии. Ашшур-убаллит II прошёл церемонию коронации в Харране, став правителем от имени божества Сина. После длительной осады, длившейся с зимы 610 года до н. э. до начала 609 года до н. э., Харран был захвачен вавилонянами и мидийцами, положив таким образом конец Новоассирийскому царству. В июне 609 года до н. э. новый ассирийский царь Ашшур-убаллит вместе с фараоном Нехо II безуспешно пытались отбить Харран. В это время Эхулхул был разрушен мидянами и долгие годы находился в запустении, но в конце концов был восстановлен вавилонским царём Набонидом (556—539 гг. до н. э.), который был родом из Харрана. Сам город также был значительно возрождён в правление Набонида.

#### Античность (539 год до нашей эры — 640 год нашей эры)

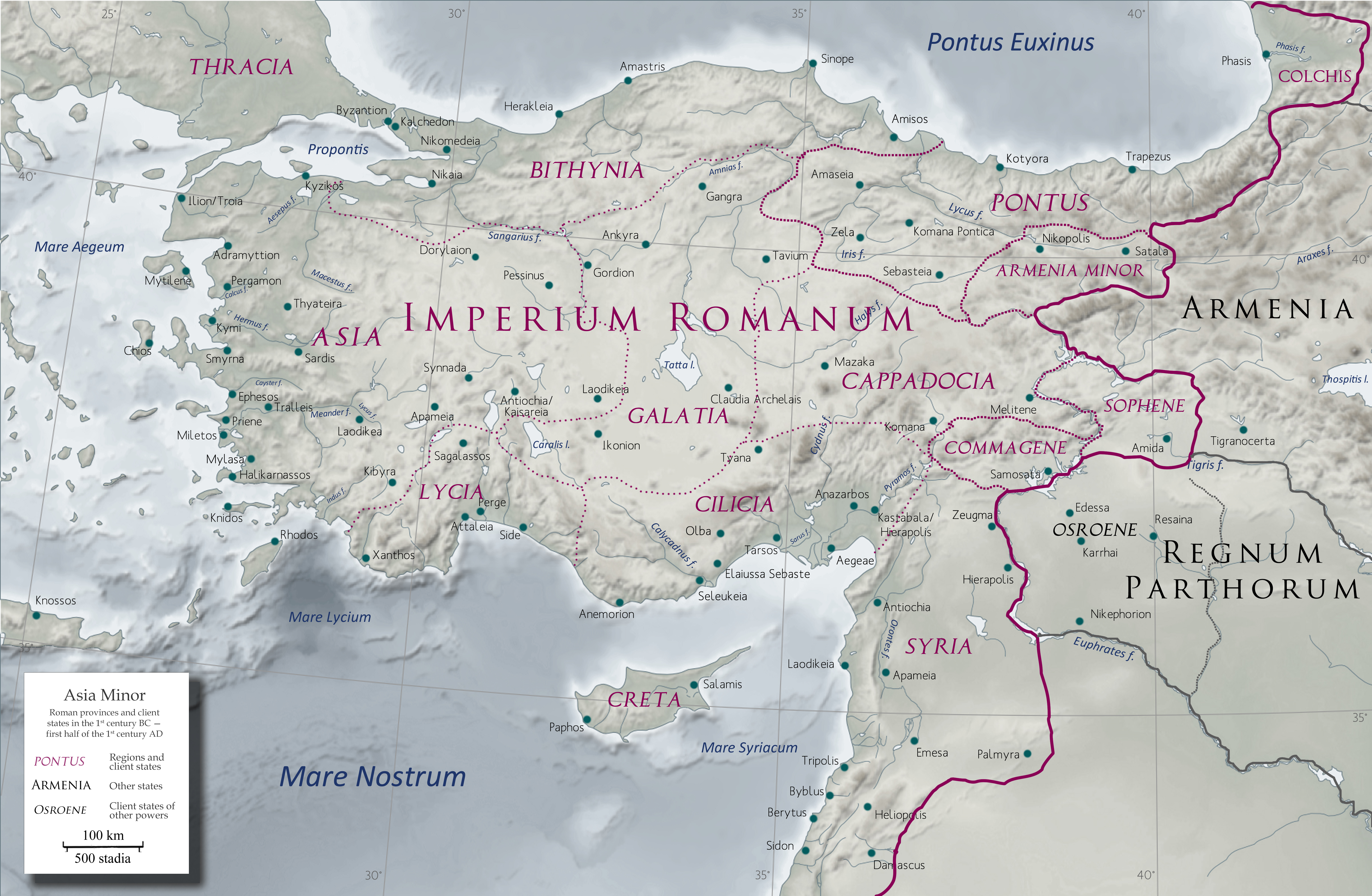
Анатолия в I веке нашей эры, включая государство Осроена и город Харран («Карры»).

После падения Нововавилонского царства в 539 году до н. э. Харран последовательно находился под контролем империй Ахеменидов (539—330 гг. до н. э.), Македонии (330—312 гг. до н. э.) и Селевкидов (312—132 гг. до н. э.). При Селевкидах Харран в основном функционировал как военная колония, где были поселены ветераны армии Александра Македонского, а со временем в город переселилось ещё больше греков. За столетия эллинского правления Харран постепенно претерпел некоторую эллинизацию своей культуры. После ослабления империи Селевкидов в 132 году до н. э. Харран стал частью государства Осроена, управляемого набатейской арабской династией Абгаридов и чаще всего являвшегося вассальным государством Парфянской империи. Абгариды поощряли местный культ Луны; луна играла важную роль в древних арабских религиях.
С I века до нашей эры и до конца античности Харран, как правило, располагался вблизи или на границе Римской (позже Ромейской) и Парфянской (позже Сасанидской) империй. Харран часто переходил из рук в руки между двумя империями, но на практике часто был более или менее независимым. В 53 году до н. э. рядом с городом произошло одно из величайших сражений древнего мира, в котором парфяне во главе с полководцем Суреной разбили римскую армию, а римского командующего Марка Лициния Красса убили, это было одно из самых страшных военных поражений в истории Рима. Осроена (а следовательно, и Харран) впервые попала под контроль римлян в результате войн Луция Вера и Авидия Кассия в 162—166 годах нашей эры. Харран получил статус колонии при императоре Септимии Севере в 195 году. Источники римских времён описывают Харран как укреплённый военный город. В 217 году император Каракалла приехал город, чтобы осуществить визит в храм Сина, однако он был убит префектом претория Макрином во время посещения этого святилища. Харран, наряду с близлежащими городами Нисибис и Хатра, был захвачен сасанидским царём Ардаширом I в 238—240 годах, но эти города были быстро отбиты императором Гордианом III. Позже, в 296 году, Харран также был местом битвы, в которой будущий император Галерий потерпел сокрушительное поражение от сасанидского царя Нарсе. В трудах Аммиана Марцеллина (359 год) отмечается, что стены Харрана находились в плачевном состоянии. Эта проблема не была устранена до тех пор, пока в правление Юстиниана I (527—565 гг.) не был проведён ремонт. Карры окружали стены длиной 4 км.

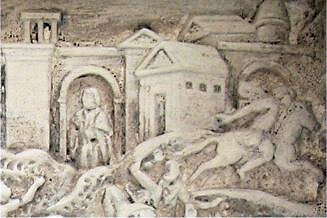
Харран изображён на арке Септимия Севера в Риме.

Со времени христианизации Месопотамии и Сирии и вплоть до средневековья Харран вёл активное соперничество с близлежащим городом Эдесса из-за того, что эти города по-разному относились к христианству. В то время как Эдесса приняла новую веру очень рано, Харран на протяжении веков оставался оплотом древнего язычества и стал крупнейшим центром языческих культов в Восточной Сирии. В IV веке Харран всё ещё был в подавляющем большинстве языческим городом, вплоть до того, что епископ, назначенный в Харран в 361 году, отказался проживать в городе и вместо этого поселился в Эдессе. Несмотря на своё язычество, Харран представлял интерес для христиан, поскольку согласно Книге Бытия в городе по пути из Ура в Ханаан на время останавливался Авраам и его семья.
Последний римский император-язычник Юлиан Отступник (около 361—363 гг.) намеренно избегал христианской Эдессы и вместо этого в 363 году остановился в Харране, чтобы посоветоваться с оракулами храма Луны о своём предстоящем походе на Персию. Хотя известно, что в то время в Харране всё ещё поклонялись Сину, Юлиан, что любопытно, консультировался не со жрецами Сины, а со жрецами богини Луны. Жрецы заявили, что военный поход на Персию несёт опасность для императора, но Юлиан их не послушал и отправился на войну, где во время сражения он был убит при очень странных обстоятельствах. Харран был единственным городом в Римской империи, объявившим общегородской траур после смерти Юлиана. Более поздние источники указывают, что среди божеств, которым поклонялись язычники Харрана в поздней античности, были Син, Бат-Никкал (супруга Сина; немного изменённое имя в сравнении с её более древним эквивалентом Нингаль), «властелин с псами» (идентифицируемый как локализованная версия божества Нергал), Тарьята (отождествляемая с сирийской богиней Атаргатис), Гадлат (арабская богиня) и, возможно, Шамаш. Хотя в прошлом Син был единственным главным божеством в Харране, к этому моменту он стал лишь самым важным из нескольких различных древних божеств.
Язычники Харрана стали проблемой для всё более христианизирующейся Римской империи. Ещё в начале V века известный христианский богослов Феодорит Кирский писал, что Харран был «варварским местом, полным шипов язычества». На Втором Эфесском соборе 449 года епископ Харрана Стефан был обвинён в получении взяток от язычников, чтобы тот позволял им спокойно совершать свои обряды. В 549 году Харран был ненадолго захвачен сасанидским царём Хосровом I, который освободил город от уплаты дани, из-за того, что Харран был не христианским городом, как его враги, а скорее, по его мнению, оплотом «старой религии». Сохранение язычества в Харране в христианской Римской империи, вероятно, можно объяснить только тем, что тамошние язычники регулярно давали взятки гражданским чиновникам региона и церковным иерархам. В 590 году император Маврикий (582—602 гг.) приказал епископу Харрана Стефану начать с этим, что то делать. Во время расследования, выяснилось, что губернатор Акиндин скрытно поддерживал язычников и сам являлся тайным язычником, из-за чего его сначала арестовали, а потом судили и казнили. К этому времени христиане и язычники Харрана жили в разных кварталах города.

### Средневековье (640—1271 годы)

#### Харран под властью халифатов

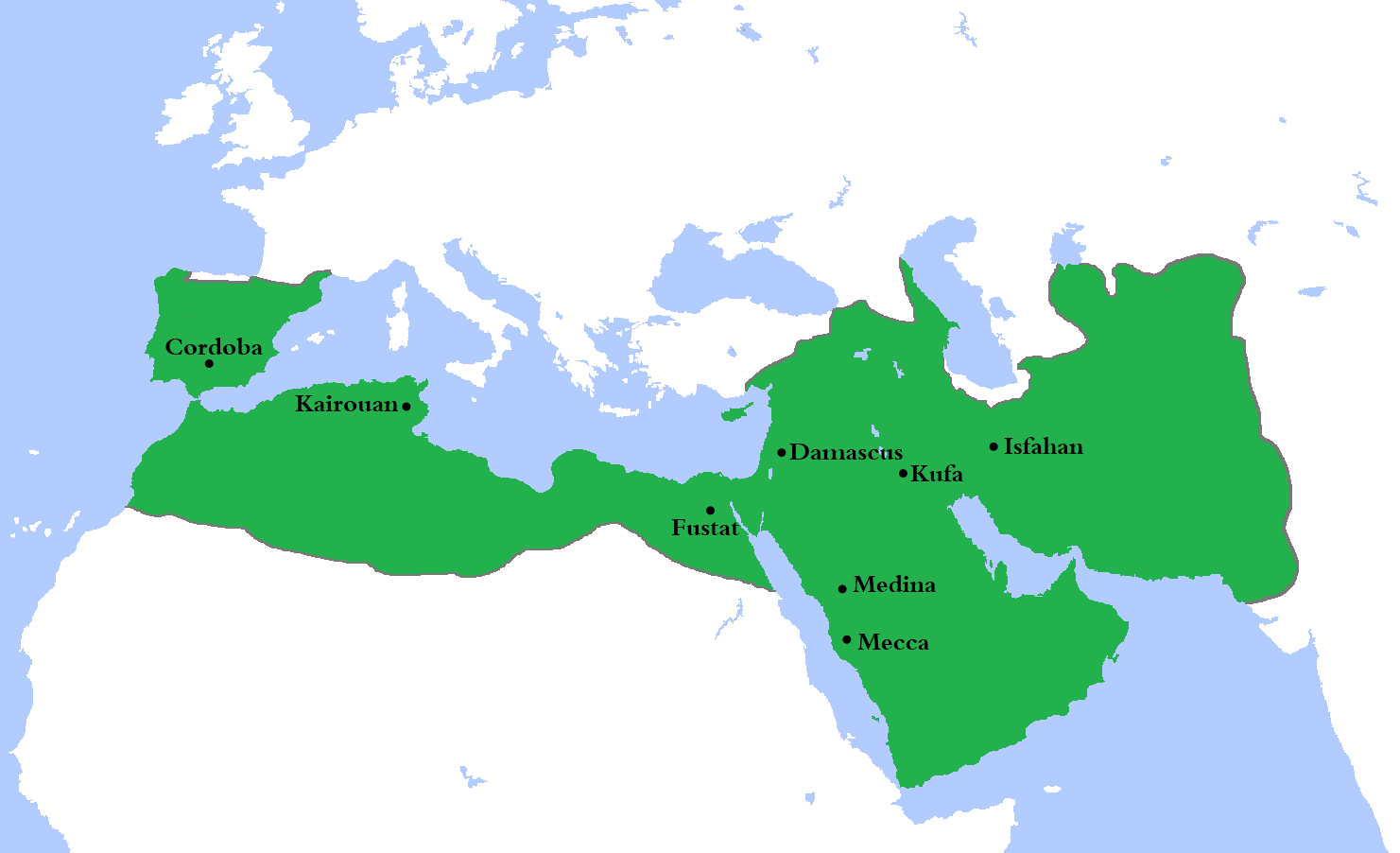
Харран недолго был столицей Омейядского халифата 744—750 годы.

Преследования Маврикием язычников Харрана мало повлияли на силу языческой общины, и Харран оставался в значительной степени языческим городом. Когда армия халифата Рашидун во главе с полководцем Иядом ибн Ганмом осадила Харран зимой 639—640 годов, именно язычники сдали город мусульманам. Сообщается, что Ибн Ганм, в благодарность за сдачу города, построил для язычников Харрана храм новолуния. Харран под властью мусульман стал одним из самых важных городов в округе Дияр-Мудар. В 657 году, халиф Али ибн Абу Талиб попросил жителей Харраны помочь ему в противостоянии с Муавием ибн Абу Суфьяном, первого халифа Омейядов, но вместо этого жители Харрана приняли сторону Муавия в Сиффинской битве в том же году. В ответ халиф Али ибн Абу Талиб устроил жестокую резню в Харране, истребив большинство жителей города. В поздней античности и во времена Багдадского халифата Харран оставался центром звездопоклонников.
При Омейядском халифате (661—750 гг.) Харран был восстановлен и вновь процветал. В 717 году именно в Харране халиф Умар ибн Абдул-Азиз основал первый мусульманский университет, пригласив многих учёных из других городов халифата, включая Александрию. Харран стал столицей Омейядского халифата при его последнем халифе Марване II, с 744 по 750 год. Причина, по которой Марван перевёз свой двор в Харран, неизвестна, но, возможно, заключалась либо в том, чтобы лучше контролировать неспокойные восточные провинции халифата, либо в антихристианских настроениях языческого населения города, которое всегда было лояльно Омейядам. Перенос столицы в Харран вызвал некоторое возмущение; племя Бану Кальб восприняло это как отказ от Сирии и при Язиде ибн Халиде аль-Касри осадило бывшую столицу Дамаск, прежде чем восстание было подавлено. Харран перестал функционировать в качестве столицы при сменивших Омейядов Аббасидов, хотя город пользовался некоторыми особыми привилегиями. Когда Абу Джафар аль-Мансур (правил в 754—775 гг.) приказал разрушить стены всех городов северной Месопотамии, Харран стал заметным исключением.

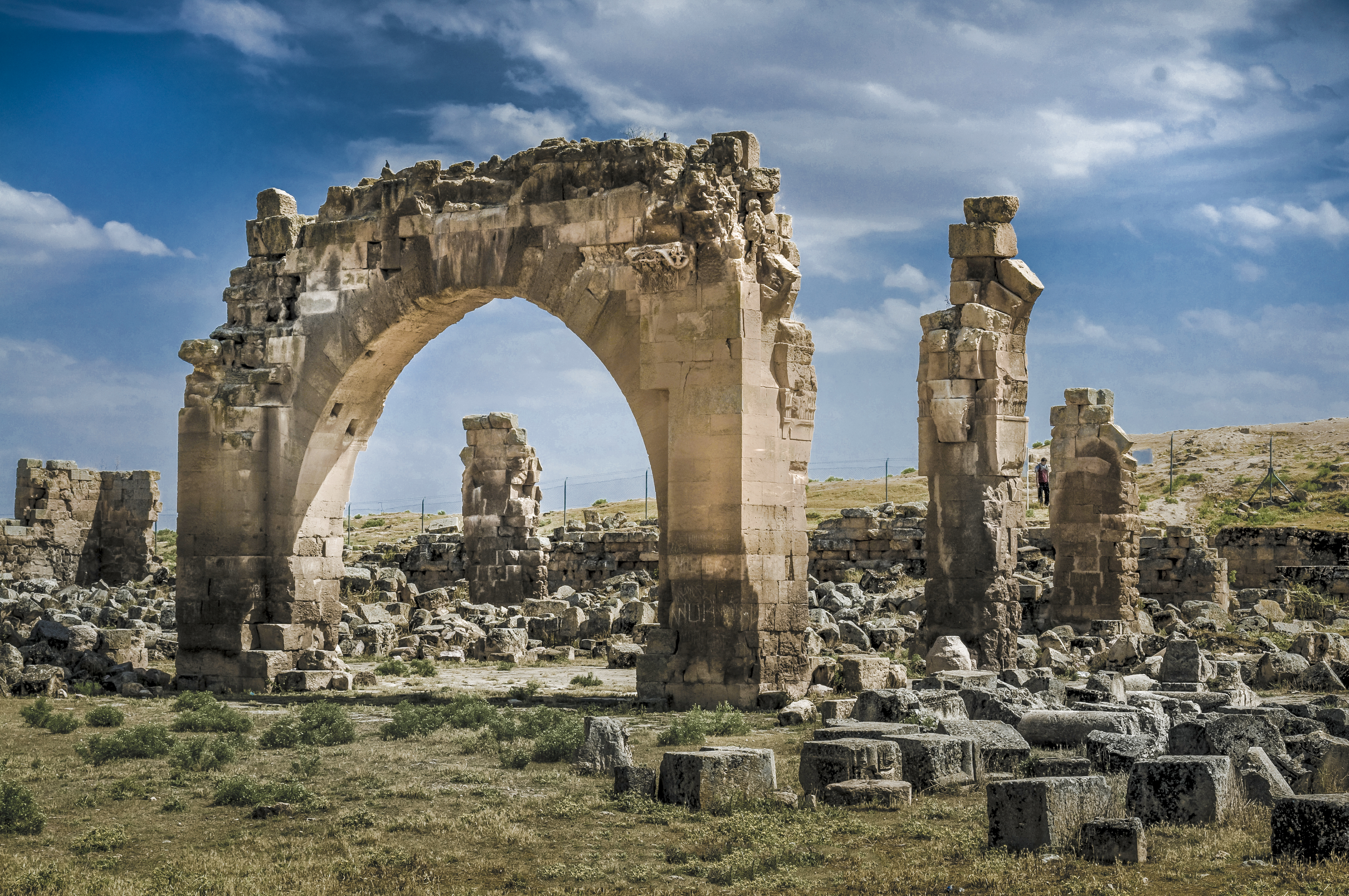
Руины Харранского университета.

Харранский университет пережил свой золотой век в VIII веке, особенно при аббасидском халифе Харун ар-Рашиде (правил в 786—809 годах). Многие выдающиеся учёные того времени получили образование в университете по таким предметам, как математика, философия, медицина и астрология. Университет также был важным местом для перевода документов с сирийского и греческого языков на арабский. Харран процветал как центр науки и образования. Кроме того, ар-Рашид обеспечил Харран новым водопроводом, построив канал от реки Белих. В какой-то момент харранским интеллектуалам было представлено религиозно-философское учение «неоплатонизм», хотя точное время его появления неясно. Возможно, он был принесён в Харран учёным Сабитом ибн Куррой, который мог изучать неоплатонизм в Багдаде. С другой стороны, неоплатонизм мог быть принесён в Харран ещё в VI веке неоплатониками, такими как Симпликий.
Местное язычество продолжало развиваться как смесь древней месопотамской религии и неоплатонизма, и Харран оставался печально известным своими сильными языческими традициями ещё долгое время, даже во время исламского периода. В городе сохранялось крайне неоднородное население, исповедовавшее множество различных религий. Некоторые приняли синкретические верования, терпимые мусульманами, другие продолжали почитать старых божеств древней Месопотамии и Сирии, а некоторые в первую очередь поклонялись звездам и планетам. Харранские язычники считали себя наследниками древних цивилизаций, поклонявшихся звёздам, таких как Вавилония, Греция, Индия, Персия и Египет. Помимо язычников, Харран был также домом для мусульман, христиан, иудеев, самаритян, зороастрийцев, манихеев и других религиозных и национальных общин.
В 830 году сын Харун ар-Рашида Абдуллах аль-Мамун (правил в 813—833 годах) прибыл в Харран с армией, направлявшейся в набег на Ромейскую империю, и намеревался разрушить город из-за его многочисленного языческого населения. Аль-Мамун спросил жителей, являются ли они мусульманами, христианами или иудеями («людьми писания», защищёнными исламским правом). Не имея возможности заявить о своей религии открыто, жители Харрана нашли решение, заявив, что они являются «сабиями», таинственной религиозной группой, также находящейся под защитой Корана, но в то время никто не знал, кто они такие. Когда харранцев спросили, кто был их пророком, они заявили, что их пророком был легендарный эллинистический персонаж Гермес Трисмегист. Многие исламские писатели из-за этого считали жителей Харрана лжецами и по-прежнему называли их язычниками, а не сабиями, и, следовательно, те не имели особого права на веротерпимость и защиту. В 933 году, согласно указу халифа, язычникам Харрана было приказано принять ислам, но один из посетителей города в следующем году обнаружил, что в городе всё ещё есть языческие религиозные лидеры, управляющие оставшимся древним храмом. Терпимость к язычникам Харрана возобновилась в конце X века.

#### Позднее средневековье

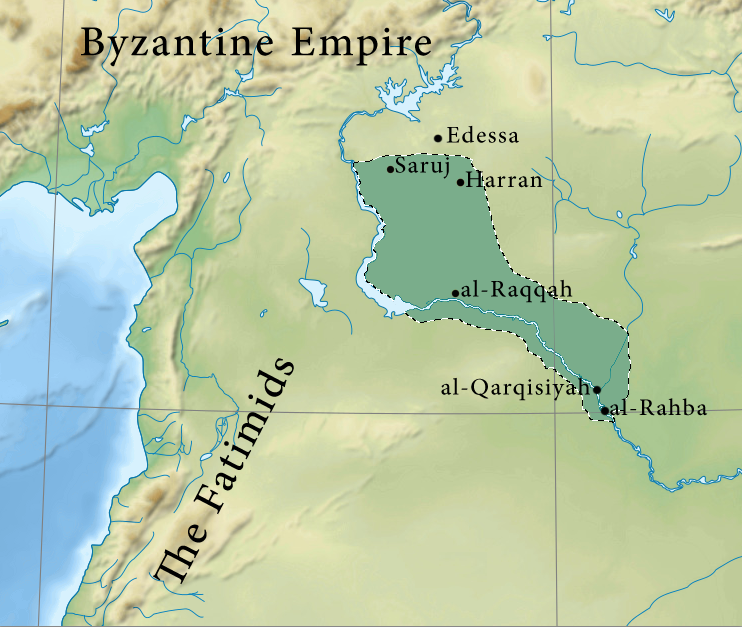
Харран был столицей Нумайридского эмирата (990—1081 гг.)

Власть халифата Аббасидов и его вассалов в Харране (Хамданиды) пришла в упадок в конце X века. В это время возникла новая местная арабская династия Нумайридов, которая правила небольшим царством со столицей в Харране с 990 по 1081 год. Терпимость к язычеству в Харране была окончательно прекращена в XI веке, а последние храмы луны были закрыты и разрушены. Точная дата, когда это произошло, и события, связанные с этим, неизвестны, возможно, это совпало с переходом города под контроль Фатимидского халифата в 1038 году в результате подчинения нумайридского правителя Шабиба ибн Ватсаба или, что более вероятно, с неудавшимся восстанием против Укайлидов в 1083 году. Изз ад-Дин ибн Шаддад сообщал, что сабийский храм был разрушен правителем династии Укайлидов Яхьей ибн аш-Шатиром, который завоевал Харран в 1081 году. В 1059 году Харранский замок, построенный ещё в ромейскую эпоху, был им сильно повреждён при захвате города, однако потом он был перестроен и укреплён нумайридским правителем Манихом ибн Шабибом. К 1180-м годам Харран был мусульманским городом, практически без следов прежнего культа Сины.
В конце XI-го и начале XII-го века северная Месопотамия и Сирия не были политически едины. Харран был важным городом для различных местных мусульманских правителей, служивших противовесом соседним государствам крестоносцев. Контроль нумайридов над Харраном прекратился в 1081 году, когда город был захвачен Укайлидами. В мае 1104 года туркменские эмиры нанесли под Харраном сокрушительное поражение крестоносцам. Затем он находился под контролем различных турецких эмиров: сначала Джекермыша в Мосуле (1102—1106 гг.), затем Артукидов из Мардина (1106—1127 гг.), а затем династии Зангидов, которая захватила Харран при Имад ад-Дине Занги в 1127 году.
В XII веке Харран временами попадал под влияние графства Эдесса, недолговечного государства крестоносцев. Нет никаких свидетельств о том, что крестоносцы когда-либо завоёвывали Харран, но в Харранском замке сохранились остатки христианской часовни с характерной архитектурой крестоносцев, что, возможно, свидетельствует о мирном присутствии крестоносцев. Рост Эдессы под христианским правлением способствовал упадку Харрана. Уровень грунтовых вод в Эдессе находился выше, чем в Харране, и по мере того, как в Эдессе строилось всё больше колодцев, те, что были в Харране, постепенно пересыхали. В XII веке Харран всё ещё славился своим древним происхождением; в ныне утраченной работе Хаммада аль-Харрани утверждается, что Харран был первым городом, основанным после великого потопа.

Облик Харрана в начале XIII веке.

Несмотря на угрозу нехватки воды, Харран продолжал оставаться важным городом под властью султаната Айюбидов, который пришёл на смену Зангидам. Саладин (правил в 1174—1193 годах) в какой-то момент расширил Большую мечеть Харрана, а затем пожаловал Харран своему брату Аль-Адилю I (позднее султану в 1200—1218 годах). Позже Аль-Адиль передал Харран своему сыну Аль-Камилю (впоследствии султану в 1218—1238 годах). В 1202—1228/1229 годах Харраном правил брат Аль-Камиля Аль-Ашраф Муса, после смерти которого значение города неуклонно снижалось. Харран был захвачен хорезмийцами в 1237 году, изгнанными со своей Родины после падения государства Хорезмшахов, но замок был сохранён и укреплён правителем Айюбидов Ас-Салихом Айюбом, хотя вскоре ему пришлось отказаться от него, чтобы заключить сделку с хорезмийцами о военной помощи против Бадр ад-Дина Лулу из Мосула. Позже, в 1240 году, Айюбиды во главе с Ан-Насир Юсуфом отобрали Харран у хорезмийцев.
Харран был захвачен армией Монгольской империи во главе с полководцем Хулагу в 1259 году или 1260 году в результате мирной капитуляции жителей. Однако, харранский замок продолжал сопротивляться ещё некоторое время, пока одна из башен не была разрушена. Под властью монголов, Харран продолжал процветать в течение нескольких лет как крупный городской центр. Монгольский контроль над Харраном немедленно попытались оспорить Румский султанат и Мамлюкский султанат. Монголы решили покинуть Харран в 1271 году, депортировав большую часть населения в близлежащие города Мардин и Мосул. Мнения о причинах этого поступка и того состояния, в котором был оставлен город, расходятся. В одном из сообщений говорится, что город был сильно разрушен в результате битвы с турками за год до этого, что объясняет его оставление, в то время как в другом утверждается, что монголы сами разрушили город, чтобы тот не достался врагу. Также по-разному утверждается, что монголы либо просто замуровали ворота, но в остальном оставили город нетронутым, либо разграбили город в поисках строительных материалов, прежде чем сжечь его. Одной из основных причин заброшенности, вероятно, было сокращение водоснабжения. Было невозможно поддерживать численность населения Харрана, поскольку его системы хранения воды были в аварийном состоянии, а колодцы больше не давали достаточного количества воды. Другой возможной причиной оставления города была трудность для обороны Харрана и небольшая стратегическая ценность, которую город предлагал взамен. В XIII веке арабский историк Абуэль-Фида описывает город в руинах.

### Дальнейшая история (с 1271 года по сегодня)

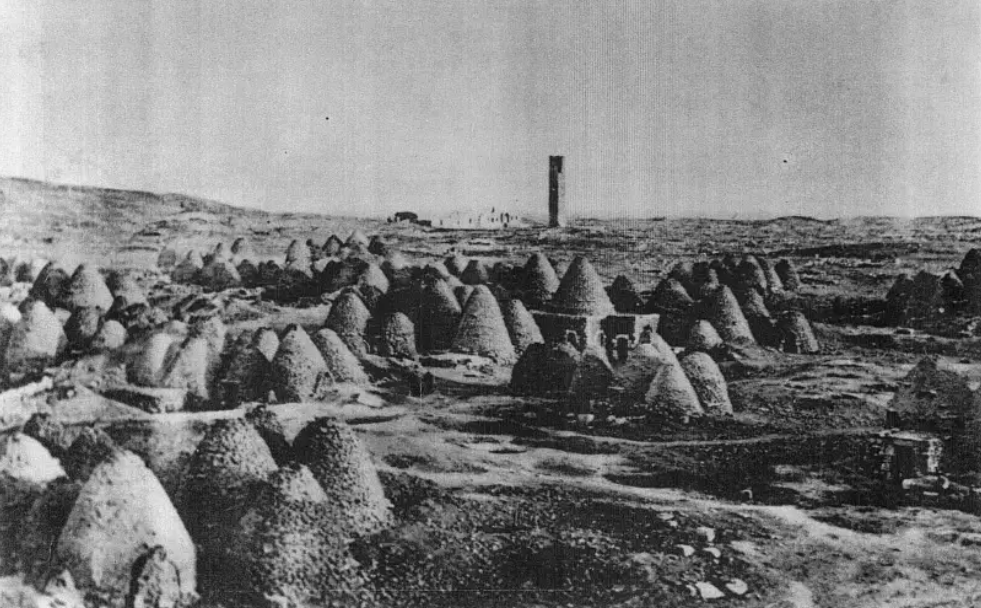
Фотография Харрана в XIX веке.

Харран был отвоёван у монголов Мамлюкским султанатом в 1270-х годах. В какой-то момент, скорее всего, в 1330-х или 1340-х годах, мамлюки отремонтировали замок, и он стал резиденцией местного военного губернатора, но в остальном на строительство по возрождению города было потрачено мало усилий. К этому моменту Харран уже не находился ни на одном из основных торговых путей. Однако, город всё же кое-как существовал, но превратился в маленькую деревню. Пространство внутри городских стен Харрана постепенно естественным путём заполнялось грязью и песком. На протяжении веков лишь немногие строения оставались ещё над землёй; замок уцелел благодаря своему расположению на холме и постоянному использованию. Остатки мечети также были сохранены в чистоте из-за её религиозного и исторического значения.
Во времена Османской империи, захватившей этот регион в начале XVI века, Харран был столицей нахии (местной административной единицы, состоящей из группы деревень). Разрушенный Харранский университет был восстановлен при османском султане Селиме I (правил в 1512—1520 годах), хотя после его правления его значение вновь снизилось. Османы продолжали использовать замок, а также построили новую мечеть меньшего размера в южной части города, но Харран постепенно всё больше приходил в упадок в ходе османского владычества и в конечном итоге был полностью заброшен как постоянное поселение.

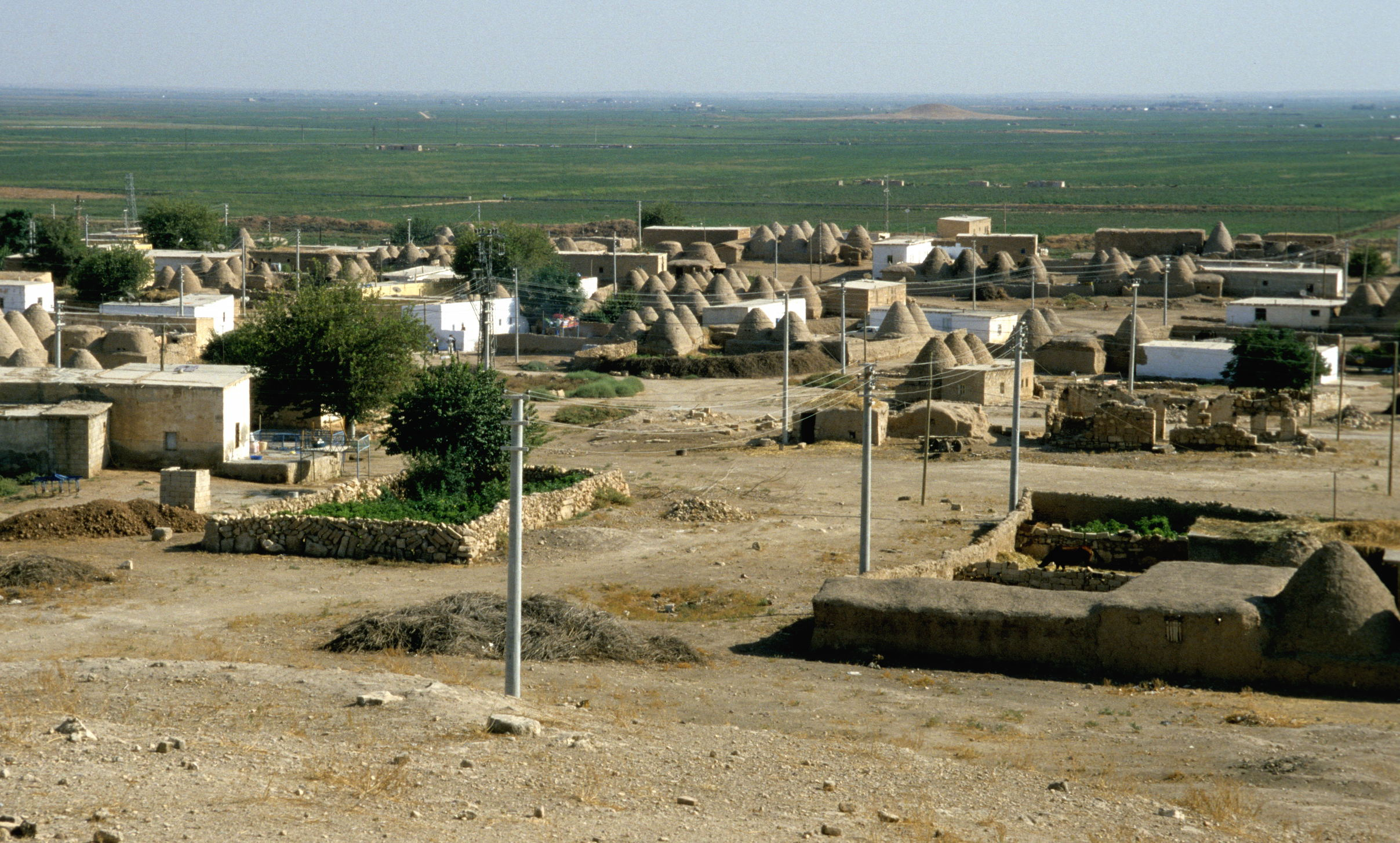
Часть старого города в 2001 году.

За последние пятьсот лет Харран в основном использовался местными бедуинами как временное поселение, когда жители проводили первую часть лета в Харране, а вторую за пределами деревни, где разбивался лагерь, чтобы избежать появления паразитов домах. Одним из основных полукочевых племён члены, которого постоянно жили в Харране и его окрестностях со времён Средневековья и по сей день, являются нмеры, потомки средневековых нумайридских владык города. К середине XX века Харран насчитывал около ста домов, населённых полуосёдлыми арабами-бедуинами, большинство из которых всё же не оставались на этом месте в течение всего года. Древние городские системы водоснабжения давно пришли в негодность, и в XX веке в Харране был только один источник питьевой воды — колодец Иакова, расположенный примерно в 1,6 километрах к западу от городских стен. Хотя в древних стенах всё ещё функционировали шесть колодцев, они давали только солоноватую воду и, таким образом, были полезны только для обеспечения водой животных. Возможно, вода в Харране была загрязнена из-за попадания селитры из древних руин.
С середины XX-го века Харран вновь превратился в постоянный населённый пункт благодаря достижениям в области ирригации и сельского хозяйства. Особое значение в этом развитии имел турецкий проект «Юго-Восточная Анатолия», начатый в 1970-х годах, которые благодаря ирригационным работам превратили некогда сухие пустынные равнины, окружающие Харран, в плодородные сельскохозяйственные поля. В 1992 году Харран получил свой собственный план будущего развития. Руины древнего города были включены в предварительный список объектов Всемирного наследия ЮНЕСКО в Турции в 2000 году. Ожидается, что ускоренный экономический и демографический рост в Харране в будущем вновь превратит Харран в важный местный центр. В последнее время экономические проблемы, вызванные гражданской войной в Сирии по ту сторону границы, заставили многие харранские семьи мигрировать в другие города, например, в город Урфа (ранее Эдесса), Перр и Газиантеп.

## Достопримечательности

### Памятники и руины

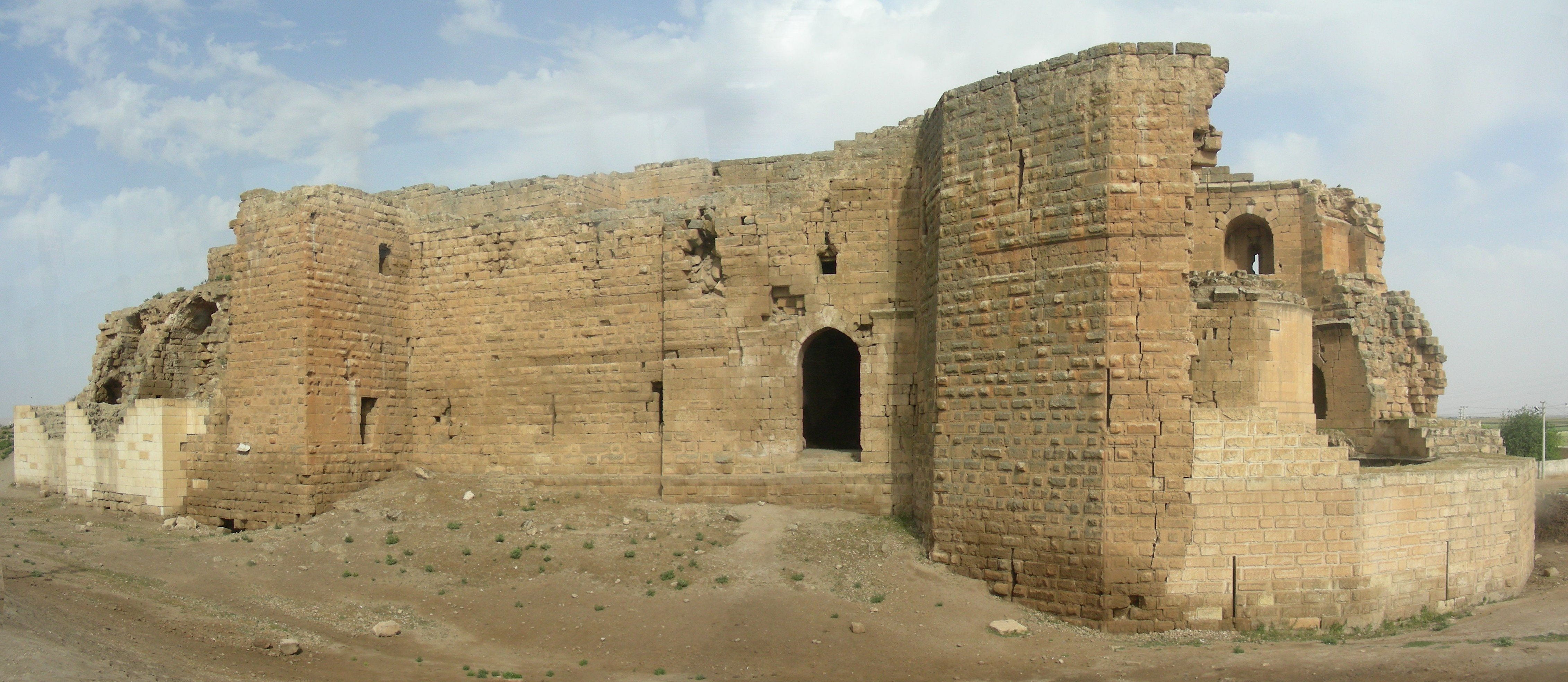
Частично отреставрированные руины Харранского замка.

Харранский замок — это большая каменная крепость неизвестной постройки, хотя древнегреческие надписи, найденные на одних из его ворот, свидетельствуют о том, что он был основан в какой-то момент во времена римского владычества (IV—VII век). Также возможно, что он был построен при мусульманах в IX веке. Если он и не был построен в IX веке, то, по крайней мере, был расширен в ранний исламский период. До того, как замок превратился в руины, он представлял собой трехэтажное сооружение. Вероятно, первоначально это был дворец, но в XI—XIII веках, когда регион, окружающий Харран, пережил значительные политические потрясения, он был преобразован в более похожее на замок военное сооружение. Недавно замок был частично раскопан и реконструирован при поддержке Министерства культуры и туризма Турции.

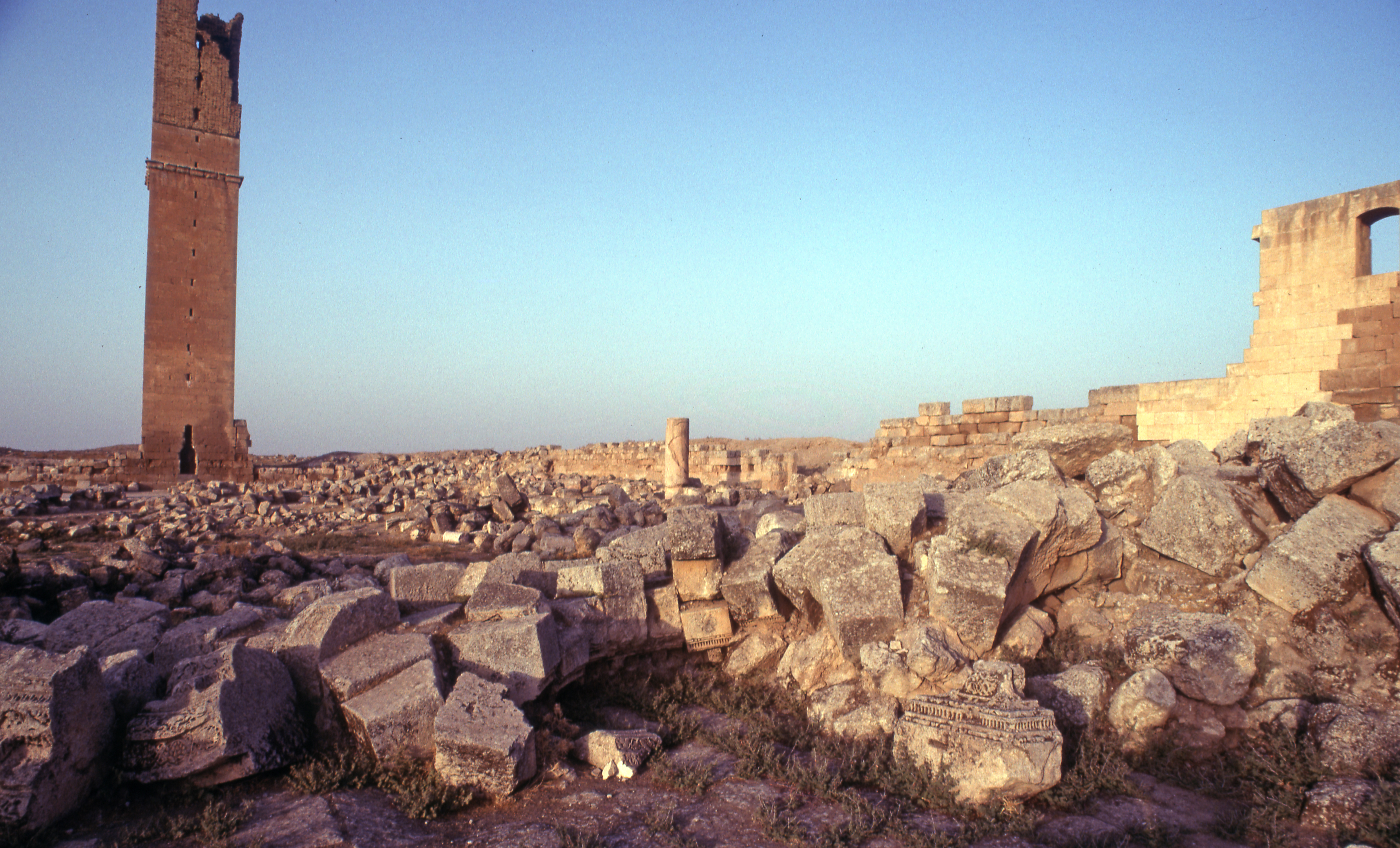
Большая мечеть Харрана.

В Харране находилась старейшая мечеть, построенная в Анатолии, известная как Большая мечеть или Райская мечеть. Мечеть была построена омейядским халифом Марваном II в 744—750 годах, в то время город был его столицей. Каменная кладка мечети указывает на то, что она несколько раз реставрировалась на протяжении своей истории. Мечеть размером 104 на 107 метров в высоту на протяжении веков приходила в упадок, и сегодня от неё мало что осталось. Сохранившиеся части включают восточную стену, михраб, фонтан и минарет высотой 33,3 метра.
Ещё одним важным историческим памятником Харрана является древний курган, занимающий большую площадь и частично сохранившийся в первозданном виде в центре археологических раскопок города. В кургане сохранились надписи и архитектурные элементы, относящиеся к нескольким различным культурам, и, по-видимому, он постоянно использовался с III-го века до нашей эры по XIII-й век нашей эры. Курган может быть старше самого Харрана, поскольку на этом месте была найдена керамика, датируемая примерно 5000 годом до нашей эры.

## Современность
Главной достопримечательностью Харрана являются живописные дома-ульи, сложенные целиком из самана, что позволяет поддерживать внутри прохладу даже в изнуряющий зной. Конструкция таких домов предположительно оставалась неизменной на протяжении тысяч лет. Последние жители покинули эти дома в 1980-е гг., и сейчас они используются исключительно в туристических целях.
Современное население Харрана (преимущественно арабское) живёт в новом посёлке, отдалённом от территории древнего города на расстояние нескольких километров. Археологические раскопки на месте древнего Харрана ведутся практически непрерывно начиная с 1950 года, когда эту территорию обследовал Сетон Ллойд. Из Султантепе, большого холма на равнине Харрана, извлечено значительное собрание ассирийских литературных текстов.